# Сали Мурати
Сали Мурати (на македонска литературна норма: Сали Мурати, на турски: Sali Murati) е виден юрист от Северна Македония, председател на Конституционния съд на страната от 2019 година.

## Биография
Роден е на 11 октомври 1966 година в турско семейство в положкото село Врабчище, тогава във Федерална Югославия. В 1991 година завършва на Юридическия факултет на Белградския университет. В 2005 година полага съдийски изпити. Работи като юрист в Бюрото за правни и икономически услуги в Гостивар от 1993 до 2005 година. От 2005 до 2012 година е адвокат в Гостивар.
Занимава се с проблематиката на конституционното право, правата на общностите, свободата на мисълта и вероизповеданието и международното частно право. Работи в много неправителствени организации. Генерален секретар е на Съюза на турските неправителствени организации в Македония.